# HD248765
HD248765 є хімічно пекулярною зорею спектрального класу
B9 й має видиму зоряну величину в смузі V приблизно 10,8.